# Citação (direito)
Citação, para o Direito, consiste no ato processual no qual a parte ré é comunicada de que se lhe está sendo movido um processo e a partir da qual a relação triangular deste se fecha, com os três sujeitos envolvidos no litígio devidamente ligados: autor, réu e juiz — ou interessados e juiz.
Quando uma ação judicial é proposta perante a Justiça, a pessoa em relação a quem se pretende fazer valer um direito tem que ser chamada a compor a relação processual, sendo tal chamamento realizado por um ato formal, definido em lei – o ato de citação.

## Importância
Importante destacar que o ato jurídico de citação é de fundamental importância para a validade do processo. Se a citação não ocorrer de modo completo, levando ao citado a noção exata da pretensão contra si ajuizada, todo o processo toca-se de nulidade. O ato de citação é tão importante que se considera estabelecida a relação processual tão-somente com a efetivação do chamamento citatório. Por outro lado, depois de regularmente citado o réu, mesmo que o autor queira desistir da ação contra ele proposta só poderá fazê-lo se houver sua concordância; caso contrário, o processo deverá seguir, diga-se, por interesse do réu em ver a questão deslindada pelo Judiciário.

## Características
A citação é um ato formal, ou seja, obedece a formas determinadas pela lei, sob pena de nulidade, devendo ser refeita se descumpri-las.
São requisitos para a validade da citação a informação de que contra o réu existe tal processo - sendo que esta informação deve ser completa, isto é: o juízo, a vara, o prazo para oferecimento da resposta, etc.
É necessário, ainda, uma cópia da peça inicial do processo, ou seja, o documento que contém as alegações feitas contra o citando.

## Elementos
Toda citação deve conter, o nome do juiz, o nome do querelante, se for iniciada por queixa, o nome do réu, ou ser for desconhecido as suas características, a residência do réu se for conhecida, o fim para que é feita a citação, o juízo e o lugar, o dia e a hora em que o réu deve comparecer, a subscrição do escrivão e a rubrica do juiz

## Formas
A citação, via de regra, deve ser pessoal. Isto significa que, na maioria dos casos, deve ser entregue pessoalmente.
Hipóteses há onde a citação pessoal não pode ser realizada, tal como quando o réu não possui endereço certo: neste caso, dá-se por edital, publicado em jornal ou diário publicado pelo próprio Poder Judiciário ou mesmo, alguns casos, de outros poderes.
Também pode, na hipótese de o réu ocultar-se ou evitar seu recebimento, dar por "hora certa". Neste caso, o encarregado da entrega informa que retornará em determinado dia e hora, devendo obrigatoriamente o citado fazer-se presente.
Há, no Direito moderno, a citação por via postal, aceita em algumas situações especiais, como no direito do trabalho ou em juizados especiais.
As formas e requisitos das citações podem variar, ainda, de acordo com a área processual onde se realiza: civil, criminal, trabalhista, juizados especiais de pequenas causas, etc.

### Formas de Citação no Direito Brasileiro
Tradicionalmente, a citação deveria ser sempre pessoal. A antiga redação do art. 222 do Código de Processo Civil de 1973 determinava que só era admissível a citação pelo correio quando o réu fosse industrial ou comerciante domiciliado no Brasil.
Essa regra sofreu sensível alteração com a nova redação dada pela Lei nº 8.710, de 1993, que instituiu citação pelo correio como regra geral, o que foi mantido pelo art. 247 do Novo Código de Processo Civil (CPC).
Também ficou esclarecido que a citação pelo correio poderá ser efetuada para qualquer comarca do país; a citação pessoal em comarca distante depende de carta precatória para ser executada por oficial de justiça dessa outra comarca.

#### Casos em que a citação não será pelo correio
Os incisos do art. 247 do CPC/2015 estabelecem os casos em que não se fará a citação pelo correio no âmbito do direito processual civil:
1. nas ações de estado
2. quando for ré pessoa incapaz
3. quando for ré pessoa de direito público
4. quando o citando residir em local não atendido pela entrega domiciliar de correspondência
5. quando o autor justificadamente a requerer de outra forma